# Dorcadion arenarioides
Dorcadion arenarioides är en skalbaggsart som beskrevs av Rabaron 1979. Dorcadion arenarioides ingår i släktet Dorcadion och familjen långhorningar. Inga underarter finns listade i Catalogue of Life.